# ماريو سالغادو
ماريو سالغادو (بالإسبانية: Mario Salgado)‏ هو لاعب كرة قدم تشيلي في مركز الهجوم، ولد في 3 يونيو 1981 في تالكاهوانو في تشيلي. شارك مع منتخب تشيلي تحت 20 سنة لكرة القدم. أما مع النوادي، فقد لعب مع ديبورتيس نافال وريد بول سالزبورغ وكولو-كولو ولاسيرينا ونادي أفيلينو ونادي بريشيا ونادي ترنانا ونادي تورينو ونادي فوجيا ونادي كوكيمبو أونيدو وهواتشيباتو وهيلاس فيرونا.

## وصلات خارجية
- ماريو سالغادو على موقع الاتحاد الدولي (مؤرشف)  (الإنجليزية)
- ماريو سالغادو على موقع قاعدة بيانات كرة القدم.إي يو (الإنجليزية)
- ماريو سالغادو على موقع Soccerway.com (الإنجليزية)